# Higienismo
El higienismo es una forma de vida que nació en la primera mitad del siglo XX con el liberalismo, cuando los gobernantes comenzaron a reparar con más detenimiento en la salud de la ciudad y sus habitantes. Se consideraba la enfermedad como un fenómeno social que abarcaba todos los aspectos de la vida humana. La necesidad de mantener determinadas condiciones de salubridad en el ambiente de la ciudad mediante la instalación de agua corriente, cloacas, iluminación en las calles, y de poder controlar las epidemias fueron dando forma a esta corriente, que se basaba en:

...el nuevo principio de "rentabilidad" [... ] [para reorientar] los valores otorgados a la comida, a las bebidas, al aire respirado en el trabajo y en el descanso, a la limpieza de un cuerpo que necesita dejar penetrar el oxígeno por la piel.
Georges Vigarello

Acentuó los deberes políticos y sociales de los médicos y constituyó el futuro diseño de las políticas que pretendían limitar el impacto de la desigualdad social que traía la modernización económica; como consecuencia de la Revolución Industrial llevada a cabo en el siglo XVIII.
A partir de ello, las nuevas ciudades, fueron pensadas teniendo en cuenta la ventilación de las casas, el adoquinado de las calles, la construcción de alcantarillados, etc. El poder consumir agua sin que supusiera ningún riesgo para la salud humana supuso un antes y un después en la calidad de vida de las personas.

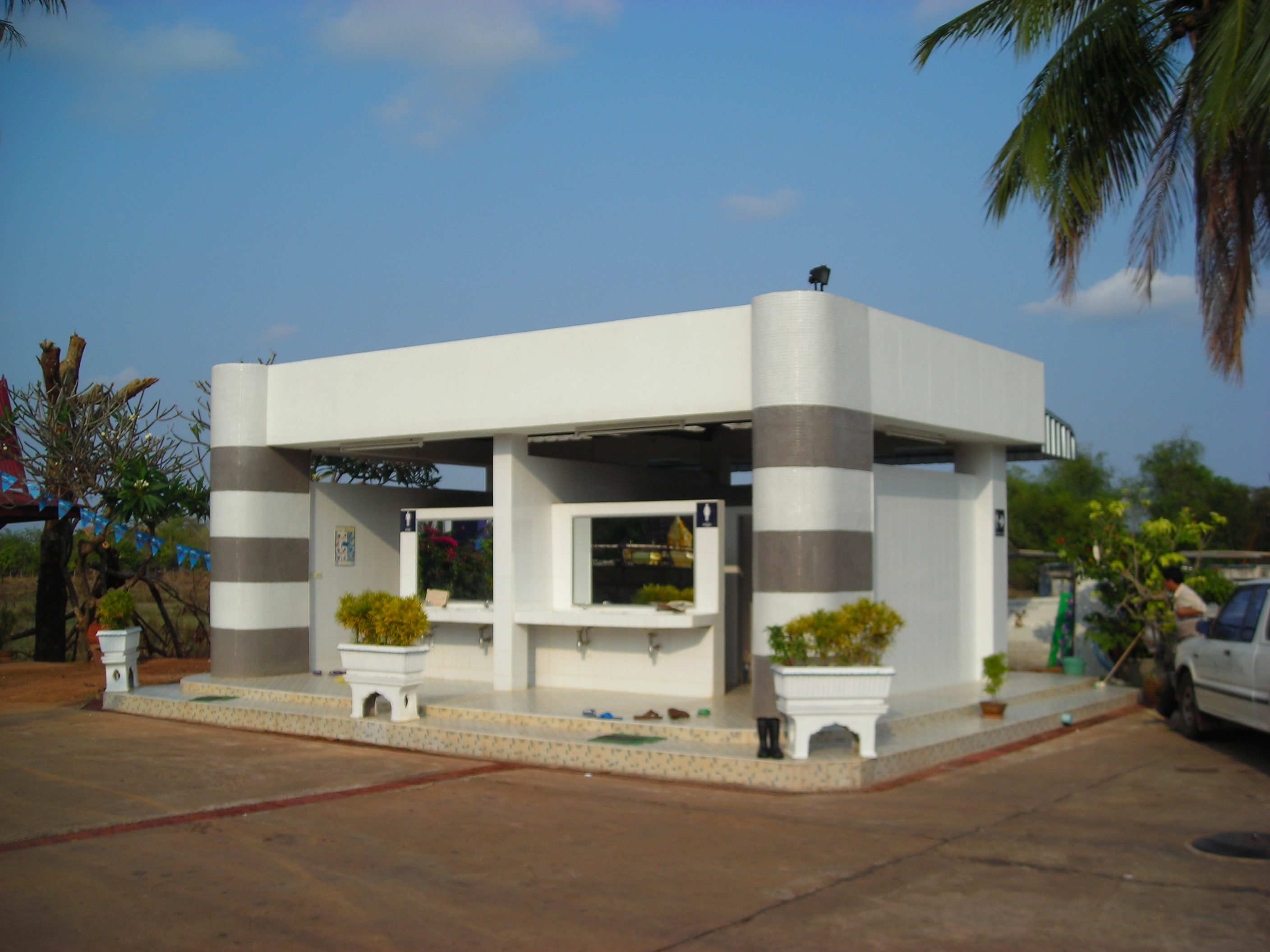
Baño público en Tailandia.

## Origen
Hasta comienzos del siglo XIX el hacinamiento y la pobreza que afectaban a gran parte de la población provocaba epidemias agravadas por la desnutrición. Los médicos comenzaron a denunciar las condiciones de vida como causa primera de las enfermedades. 
Los primeros casos documentados sobre el Higienismo se encuentran en 1848 con la publicación de la “Public Health Act” en Inglaterra por Edwin Chadwick, donde no sólo proponía una manera de combatir la alta mortalidad y las enfermedades epidémicas que estaban llevando a las ciudades industriales, sino un medio de neutralizar la radicalización obrera y la creciente agitación social. Dos años más tarde, en Francia se promulgó la primera Ley Higienista. 
En Viena, el médico J.P. Frank publicó La miseria del pueblo, madre de enfermedades, obra que influyó en otros como Turner Thackrah, Arnold, Chadwick, Villermé y Virchow, que contribuyeron a crear el higienismo como parte de la medicina, para erradicar enfermedades como el cólera o la fiebre amarilla.
En España la corriente cobró fuerza en la segunda mitad del siglo XIX, tras la muerte de Fernando VII, ayudada por los cambios sociales e impulsada por médicos como Rodríguez Méndez.
En Buenos Aires, el Higienismo como movimiento emerge en la segunda mitad del S XIX introduciendo el concepto de salud pública como lo conocemos hoy en día. La salud pública deja de entenderse como única función de combatir enfermedades o impedir que se propaguen epidemias (como lo fue la fiebre amarilla), sino que empieza a ampliarse su concepto dado que la salud poblacional integra el bienestar físico, mental y social de los hombres que apunta a la "calidad de vida" de las personas. Todo esto requiere intervención por parte del Estado.

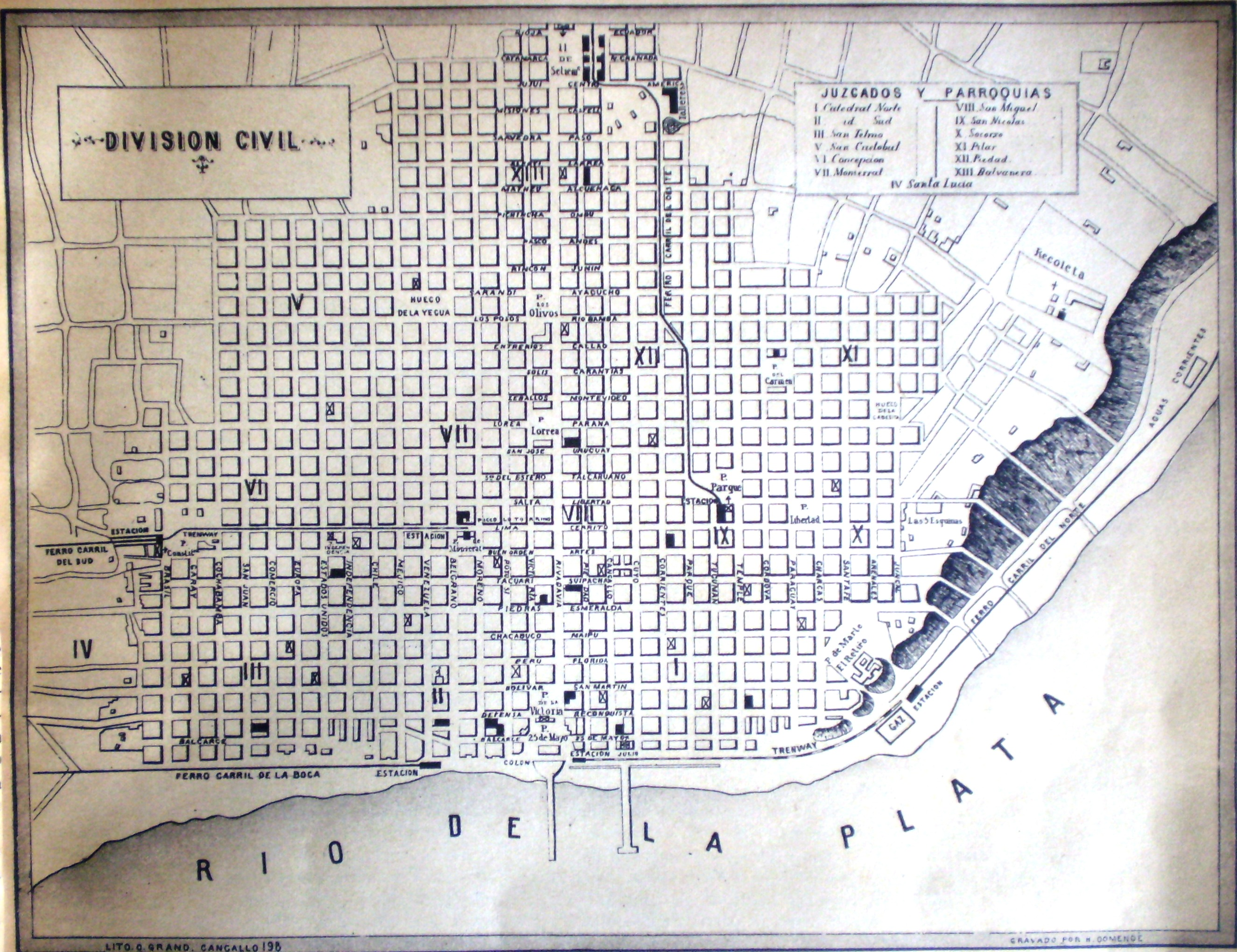
Buenos Aires, 1870

El Higienismo también pone el foco en la salud urbana empleando infraestructura, obras sanitarias, limpieza de calles, alejamiento de cementerios y mataderos del centro de la ciudad, entre otras cosas. El movimiento higienista a partir de 1870 tuvo influencia en las prácticas, acciones y reglamentos urbanos en la provincia de Buenos Aires.

## Desarrollo

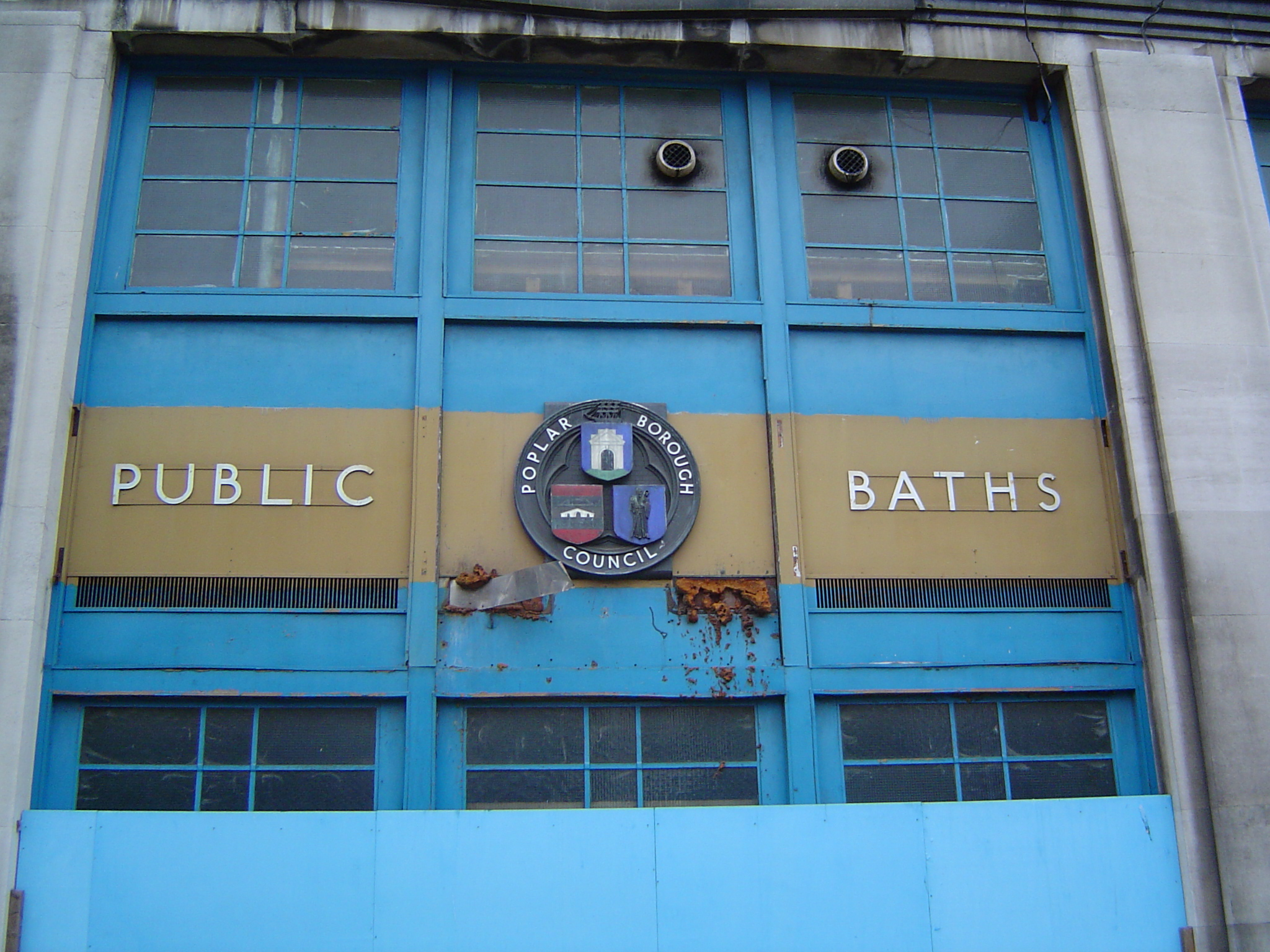
Edificio de baños públicos en Londres.

Hasta 1850 sólo existieron algunos intentos individuales, sobre todo de médicos, por cuidar la salud urbana. Las escasas personas con alguna preparación científica a la cabeza de este movimiento buscaban el origen de las enfermedades en factores ambientales. Por ello, fue primordial prestar atención a las ciudades y realizar un sistema de pasos que consideró: análisis de problemas, construcción de teorías para interpretar y proponer, elaboración de métodos y técnicas para actuar, estructuración de formas de organización para gestar y realizar proyectos, producción de sustentos legales para abrir los cauces para las obras, y la emisión y ejecución, de planes y proyectos.
Era necesario proteger tres elementos básicos: el aire, el agua y el sol. Provistos en cantidades y calidades adecuadas se lograría alejar las "miasmas", como llamaban a los "vapores u organismos malignos" que, según se creía, se desprendían de los cuerpos enfermos o sustancias en descomposición, para atentar contra la salud de los habitantes de las ciudades. Así se ponen en práctica algunas estrategias urbanas de las que se conocían: tapar fangales, alejar industrias, mataderos, y cementerios de las áreas centrales de la ciudad, todas actividades del ámbito público.
En una segunda etapa, el movimiento ya abarcó también los ámbitos privados, en las casas particulares, proclamando la necesidad de instalar baños en todas las viviendas, reglamentando la altura mínima de los techos, una adecuada ventilación natural de los ambientes, recomendaciones acerca de la limpieza periódica de las casas.
Una cuestión fundamental para mejorar la salud de la población, fue propagar y difundir las que se empezaron a considerar las medidas higiénicas más indispensables para eliminar los focos de infección que generaban enfermedades con alcances epidémicos. Para ello se utilizó un lenguaje sencillo y accesible, para que todos los sectores sociales pudieran apropiarse de los preceptos de la higiene.

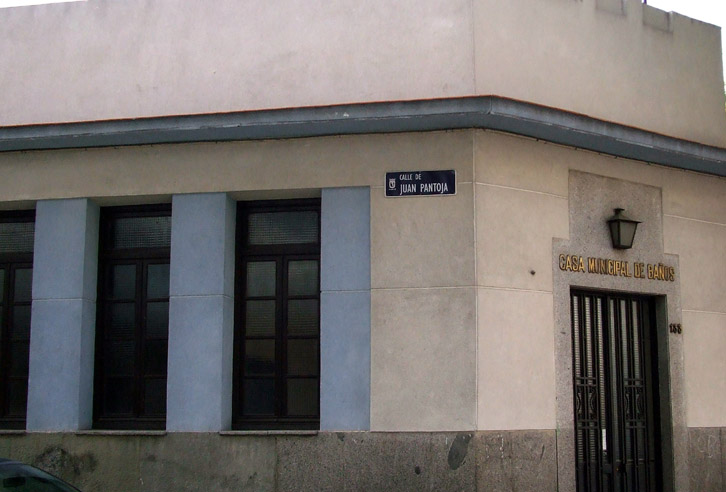
Casa de baños públicos en Madrid

Punto importante fue el trato a la prostitución, considerada hasta entonces un fenómeno moral y que en el siglo XIX comenzó a estudiarse en sus aspectos patológicos, por su incidencia en las enfermedades venéreas.
Luego, con las investigaciones de Robert Koch y principalmente de Louis Pasteur, se descubre la 'verdadera' razón de las enfermedades, que se relacionaban con microorganismos y no con las emanaciones de las sustancias en descomposición, y la higiene pasa a ser una cuestión social; se comienza a analizar bacteriológicamente el agua, se utiliza el cloro para desinfectar, se prohíben las fábricas en áreas de vivienda, etc.

## Higienismo moderno
El higienismo como ideología y corriente naturópata nació en Estados Unidos en 1829 de la mano de Louis Kuhne, que seguía las enseñanzas del sacerdote alemán Sebastian Kneipp. Este predicaba la salud a través de la hidroterapia: su sistema consistía en 

...la regulación de la vida cotidiana, a través de la simplicidad de la dieta, y el abundante uso de agua fría interna y externamente.